# Eusphaeropeltis sabah
Eusphaeropeltis sabah is een keversoort uit de familie Hybosoridae. De wetenschappelijke naam van de soort is voor het eerst geldig gepubliceerd in 1989 door Paulian.